# Jalousie (film, 1953)
Pour les articles homonymes, voir Jalousie (homonymie).

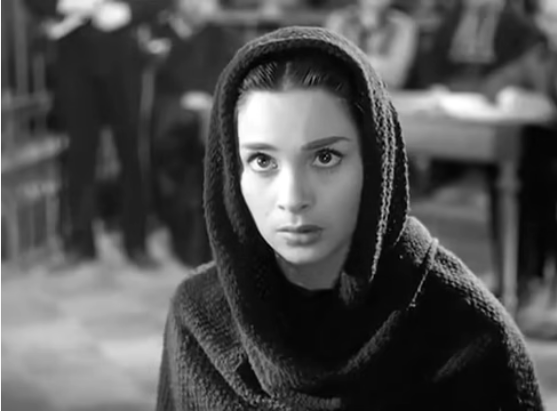
Marisa Belli dans Jalousie

Jalousie (Gelosia), film italien de Pietro Germi, sorti en 1953, est un remake de celui réalisé par Ferdinando Maria Poggioli dix ans auparavant.

## Synopsis
À l'église, Rocco, intendant sur les terres d'un propriétaire foncier, le marquis de Roccaverdina, épouse la belle paysanne Agrippina. Mais, il est abattu de deux coups de feu. La justice arrête et condamne un certain Neli. En vérité, l'assassin est le marquis lui-même qui avait fait contracter un mariage blanc à la jeune femme afin qu'elle demeure sa maîtresse... Le scénario dû, en partie, à Sergio Amidei et inspiré d'un roman de Luigi Capuana, est le même que celui de 1943.

## Fiche technique
- Titre français : Jalousie[1]
- Titre original : Gelosia
- Réalisation : Pietro Germi
- Scénario : P. Germi, Giuseppe Berto, Giuseppe Mangione, Sergio Amidei d'après l'œuvre de Luigi Capuana
- Photographie : Leonida Barboni - Noir et blanc
- Musique : Carlo Rustichelli
- Montage : Roland Benedetti
- Décors : Carlo Egidi (it)
- Production : Excelsa Film
- Durée : 86 minutes
- Pays d'origine :  Italie
- Sortie : 
  - Italie : 29 septembre 1953
  - France : 5 décembre 1956[1]

## Distribution
- Marisa Belli : Agrippina

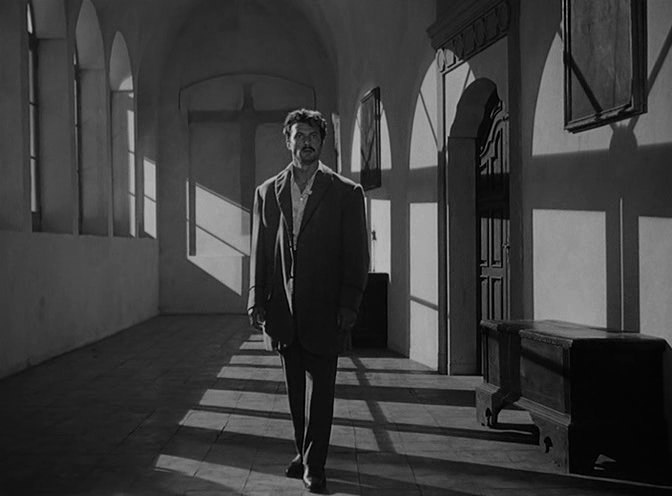
Erno Crisa dans une scène du film.

- Erno Crisa : le marquis de Roccaverdina
- Vincenzo Musolino : l'intendant Rocco
- Gustavo De Nardo: Neli Casaccio
- Liliana Gerace : comtesse Zosima
- Paola Borboni : la baronne
- Alessandro Fersen : Don Silvio